# Kiribati op de Olympische Zomerspelen 2020
Kiribati was een van de deelnemende landen aan de Olympische Zomerspelen 2020 in Tokio, Japan.

## Atleten
| sport         | vrouwen | mannen | totaal |
| ------------- | ------- | ------ | ------ |
| Atletiek      | 0       | 1      | 1      |
| Gewichtheffen | 0       | 1      | 1      |
| Judo          | 1       | 0      | 1      |
| totaal        | 1       | 2      | 3      |

## Sporten

### Atletiek
Mannen
Loopnummers
| atleet       | onderdeel | series | series | kwartfinale    | kwartfinale    | halve finale   | halve finale   | finale         | finale         |
| atleet       | onderdeel | tijd   | rang   | tijd           | rang           | tijd           | rang           | tijd           | rang           |
| ------------ | --------- | ------ | ------ | -------------- | -------------- | -------------- | -------------- | -------------- | -------------- |
| Lataisi Mwea | 100 m     | 11,25  | 8      | niet geplaatst | niet geplaatst | niet geplaatst | niet geplaatst | niet geplaatst | niet geplaatst |

### Gewichtheffen
Mannen
| atleet         | onderdeel | trekken | trekken | stoten | stoten | totaal | rang |
| atleet         | onderdeel | score   | rang    | score  | rang   | totaal | rang |
| -------------- | --------- | ------- | ------- | ------ | ------ | ------ | ---- |
| Ruben Katoatau | -67 kg    | 105     | 14      | 140    | 12     | 245    | 12   |

### Judo
Vrouwen
| atlete        | onderdeel | eerste ronde         | tweede ronde         | kwartfinale          | halve finale         | herkansing           | finale / BM          | finale / BM    |
| atlete        | onderdeel | tegenstander uitslag | tegenstander uitslag | tegenstander uitslag | tegenstander uitslag | tegenstander uitslag | tegenstander uitslag | rang           |
| ------------- | --------- | -------------------- | -------------------- | -------------------- | -------------------- | -------------------- | -------------------- | -------------- |
| Kinaua Biribo | −70 kg    | Coughlan V 00 - 01   | niet geplaatst       | niet geplaatst       | niet geplaatst       | niet geplaatst       | niet geplaatst       | niet geplaatst |